# Альбицкий, Юрий Павлович
Ю́рий Па́влович Альби́цкий (24 августа 1931, Егорьевск, Московская область, СССР — 15 декабря 1996) — советский и белорусский художник кино. Заслуженный деятель искусств БССР (1990). Лауреат Государственной премии БССР (1982).

## Биография
В 1953 году окончил обучение в Рязанском художественном училище.
В 1954—1959 годах учился на художественном факультете ВГИКа. Где учился под руководством Ф. С. Богородского и Ю. И. Пименова. Результатом учёбы стала дипломная работа, представленная в виде эскизов декораций и раскадровок к фильму «Продолжение легенды».
С 1959 года участвовал в выставках разного уровня, от республиканских до международных.
Затем с 1959 года до конца жизни бессменно работал на киностудии «Беларусьфильм».

## Фильмография

### Художник
- 1960 — Впереди — крутой поворот
- 1961 — День, когда исполняется 30 лет
- 1964 — Письма к живым
- 1965 — Пущик едет в Прагу
- 1966 — Иду искать
- 1967 — Запомним этот день
- 1969 — Мы с Вулканом
- 1970 — Крушение империи
- 1971 — Рудобельская республика
- 1973 — Кортик
- 1974 — Бронзовая птица
- 1975 — Волчья стая
- 1976 — Всего одна ночь
- 1977 — В профиль и анфас
- 1978 — Дожди по всей территории
- 1979 — День возвращения
- 1980 — Возьму твою боль (Государственная премия БССР)
- 1982 — Иван (телевизионный)
- 1983 — Дело для настоящих мужчин
- 1985 — Научись танцевать
- 1987 — Двое на острове слёз
- 1987 — Приказ
- 1988 — Гомункулус
- 1991 — Мёд осы
- 1992 — Белое озеро и др.